# Radio Alice
Radio Alice è stata un'emittente radiofonica bolognese d'intervento politico militante di metà anni settanta e una delle più note radio libere italiane.

## Storia della radio

Studio di Radio Alice nel film Lavorare con lentezza di Guido Chiesa

Concepita nel 1975 durante il periodo di esplosione delle radio libere, che aveva interrotto il monopolio RAI sulle trasmissioni radiofoniche, da un gruppo di amici, in parte studenti del DAMS e per lo più provenienti politicamente dall'area dell'Autonomia e dall'area libertaria, la radio iniziò a trasmettere il 9 febbraio 1976 sulla frequenza modulata di 100,6 MHz, utilizzando un trasmettitore militare acquistato da un demolitore di Medicina in precedenza usato su di un carro armato statunitense, reperto della seconda guerra mondiale.
La sede della radio era una soffitta di due locali di via del Pratello 41, l'antenna montata manualmente sul tetto, nel centro di Bologna ed il nome fu ispirato dalla protagonista del libro di Lewis Carroll Le avventure di Alice nel Paese delle Meraviglie, ma anche dalla figlia di Dadi Mariotti, una delle donne "fondatrici".
La piccola emittente radiofonica dell'"ala creativa" del movimento del Settantasette volle farsi portavoce della "comunicazione liberata": di qui le decisioni di aprire il microfono a chiunque e di trasformare la radio in strumento di produzione culturale attraverso l'organizzazione di concerti e di raduni giovanili. In quegli anni numerose cantine furono trasformate in "sale prove" nel centro di Bologna, si formarono gruppi come gli Skiantos, i Gaznevada, nacquero i centri giovanili in edifici occupati e  gruppi teatrali spontanei,  in un nuovo fermento creativo e la radio permetteva di far circolare le informazioni, in un'epoca nella quale comunicare a distanza era possibile solamente con il telefono tradizionale.

### La chiusura

Le apparecchiature di Radio Alice, distrutte dopo l'irruzione della polizia

La radio venne chiusa dalla polizia, dopo l'irruzione nella sede, avvenuta la sera del 12 marzo 1977, poco più di un anno dalla sua apertura. L'emittente trasmise in diretta l'intero svolgersi delle operazioni di irruzione della polizia, fino all'istante della distruzione delle apparecchiature. Tutti i presenti furono arrestati con l'accusa, poi rilevatasi infondata, di avere diretto via etere i violenti scontri del giorno prima, conseguenti l'uccisione dello studente Francesco Lorusso, morto durante uno scontro con un reparto di carabinieri. Tutti gli impianti per le trasmissioni, estremamente "casalinghi" ma funzionali, furono distrutti dagli agenti che fecero irruzione sfondando la porta di accesso al sottotetto.
Tutti gli arrestati vennero portati in questura e successivamente trasferiti nelle carceri di San Giovanni in Monte, ma in seguito prosciolti dalle accuse mosse nei loro confronti: venne dimostrato infatti che non diressero gli scontri bensì che diedero notizie in diretta sugli stessi. Notizie che venivano dalla strada, persone presenti sui luoghi degli scontri chiamavano e raccontavano quello che vedevano, quello che provavano, per la morte di Francesco Lorusso e per quello che stava accadendo in tempo reale. Queste telefonate venivano messe in diretta, senza filtri, e le voci arrivavano nelle case di quella parte della città che non aveva "chinato il mento". Da qui l'accusa di fornire informazioni tattiche ai manifestanti che fu il pretesto per l'azione di polizia.
L'inchiesta contro il carabiniere che aveva sparato a Lorusso ed il capitano che lo comandava non partì mai: si concluse in partenza con l'archiviazione del caso.

### Dopo la chiusura
Radio Alice riaprì circa un mese dopo e continuò le trasmissioni per ancora un paio d'anni, ma senza l'apporto degli originali fondatori. La frequenza della radio venne poi ceduta a Radio Radicale.
Alcuni dei fondatori di Radio Alice diedero vita nel 2002 ad Orfeo Tv, la prima televisione di strada bolognese.
Nei convulsi minuti che precedettero la chiusura dell'emittente, uno dei redattori invitò a contattare la redazione di Radio Città per ulteriori informazioni. Il numero che fu comunicato in diretta è ancora il numero telefonico di Radio Città, dal 2004 Radiocittà Fujiko.

## Le innovazioni di Radio Alice
Radio Alice è spesso ricordata come la "radio degli autonomi", ma in realtà ha rappresentato un singolare e originale esperimento di comunicazione: priva di redazione e di palinsesto fisso, annunciava la rivoluzione mediatica che stava per irrompere attraverso l'uso continuo e incondizionato della diretta telefonica (mai usata con tale audacia in Italia). Nella sua breve vita le istanze politiche si mescolavano a pratiche artistiche ed esistenziali in un flusso di comunicazione privo di pubblicità, trasmissioni e organigrammi.
Tutto meritava di essere trasmesso: brandelli di libri, comunicazioni sindacali, poesie, lezioni di yoga, analisi politiche, dichiarazioni d'amore, commenti ai fatti del giorno, ricette, favole della buonanotte, liste della spesa, brani di Rino Gaetano, dei Jefferson Airplane, degli Area, dei Fugs o di Beethoven. Le trasmissioni si aprivano e si chiudevano sempre col brano Lavorare con lentezza del cantautore pugliese Enzo Del Re.

## I fondatori e gli animatori della radio
Tra i fondatori, ideatori e animatori di Radio Alice si ricordano:
- Giancarlo Vitali detto Ambrogio, giornalista; nel 2002 darà vita a Orfeo TV, la prima televisione di strada e al network Telestreet
- Luciano Capelli, videomaker poi emigrato in Costa Rica dove tuttora lavora
- Roberto Bozzetti, musicista
- Stefano Saviotti, poeta, maestro di yoga e praticante di pratiche mediche tradizionali cinesi[5]
- Paolo Ricci, giornalista, musicista e poi fondatore del Trekking Yoga
- Giuseppe Vivolo detto Pino †
- Matteo Guerrino
- Valerio e Mauro Minnella[6]
- Claudio Molinari detto Molli
- Andrea Zanobetti
- Dadi Mariotti
- Franco Berardi detto Bifo
- Maurizio Torrealta, giornalista
- Filippo Scozzari, fumettista
- Renzo Venturoli

## Filmografia
- Alice è in paradiso (documentario), regia di Guido Chiesa (2002)
- Lavorare con lentezza - Radio Alice 100.6 MHz, regia di Guido Chiesa (2004)
- Il trasloco regia di Renato De Maria (1991)